# Exechia maculipennis
Exechia maculipennis är en tvåvingeart som först beskrevs av Hermann Friedrich Stannius 1831.  Exechia maculipennis ingår i släktet Exechia och familjen svampmyggor. Inga underarter finns listade i Catalogue of Life.